# Христофор Мікаєлян
Христофор Мікаєлян (вірм. Քրիստափոր Միքայելյան (1859 — 4 березня 1905) — громадсько-політичний діяч, засновник, лідер і теоретик партії Дашнакцутюн .

## Біографія
Народився у 1859 р в с. Верхні Акуліси (Юхари-Айліс), Нахічеванського повіту.
Закінчив Олександрівський інститут в Тифлісі .
Засновник, лідер і теоретик партії Дашнакцутюн.
У 1880—1885 — учителював у Верхньому Агулісі Нахічеванського повіту, а також у Тифлісі.
У 1885 — у зв'язку із закриттям царським урядом вірменських шкіл, висловив свій протест (написав листівку «Вірменським братам і вірменським сестрам»).
З початку 1880-х — брав активну участь у діяльності народницьких гуртків.
Під впливом ідеології народництва, ідей Раффі і Г. Арцруни сформувався світогляд Мікаєляна.
Він не порвав повністю зв'язків із народницькими організаціями, у 1889 почав сприяти організації «Ерітасард Айастан» («Молода Вірменія»), виробляти програму об'єднання вірменських революційних сил у єдину партію Союз вірменських революціонерів. На установчому з'їзді партії Дашнакцутюн зумів усунути серйозні ідейні розбіжності і об'єднати діячів з різними поглядами у єдину партію (1890).
Поділяючи ідеали демократії і соціалізму, вважав, що для вірменського народу, всіх його соціальних верств першочерговим завданням є досягнення нац. незалежності. Заради цієї мети він закликав до солідарності представників усіх класів вірменського суспільства. Визнаючи національно-визвольний рух вірменського народу історичною закономірністю, вказуючи на його справедливий і прогресивний характер, вважав, що не погроми вірменів породжені їх національно-визвольною боротьбою, а, навпаки, національно-визвольна боротьба вірменського народу є природною відповіддю на переслідування і різанину вірменів. Був прихильником революційних методів боротьби, вважав національно-визвольний рух вірменського народу «тривалою боротьбою», а її засобами демонстрації, дії бойових груп, пропаганду в Європі на користь рішення Вірменського питання.
За свою революційну діяльність був заарештований, засланий у Кишинів.
У 1898 — відправився до Женеви для посилення в Європі пропаганди на користь Вірменського питання.

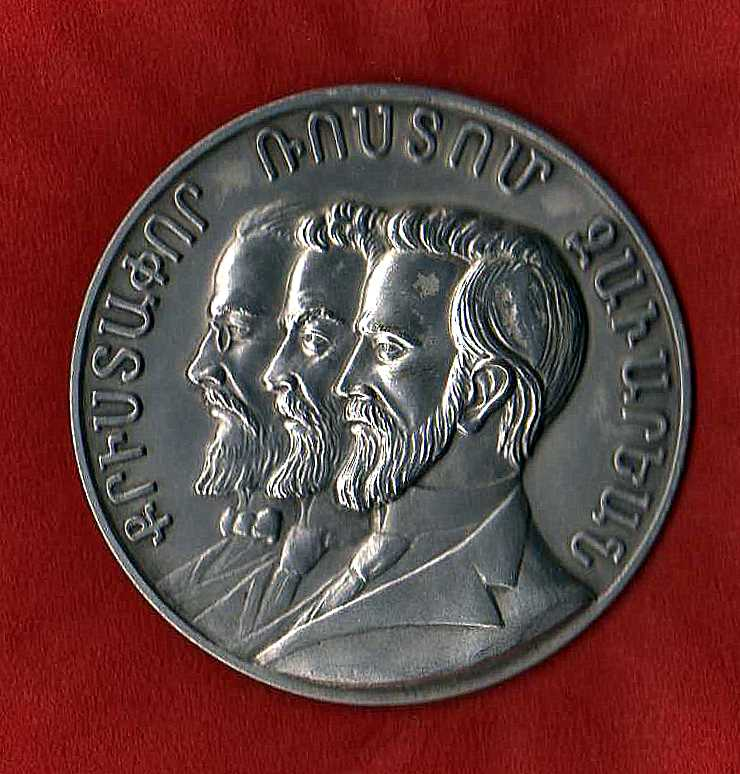
Сучасна медаль з профілями Христофора Мікаєлян, Степана Зоряна (Ростома) і Семена Заварьяна, засновників Дашнакцутюн в 1890 році

Встановив зв'язк з Ж. Жоресом , Ж. Клемансо, А. Франсом, Ф. де Пресансе, П. Кіяром та ін. видатними діячами, взяв участь у виданні в Парижі з 1900 газету «Про Арменіа» (франц. мовою).
У 1902 — у Німеччині зустрівся з видатним діячем німецького робочого руху Августом Бебелєм, радився з ним щодо Вірменського питання (в результаті А. Бебель зробив запит в рейхстазі Німеччини, який, проте, був відкинутий).
У 1905 — став готувати замах на Абдул Гаміда II — ката вірменського народу, який вирішив здійснити особисто.
Загинув 4 березня, під час випробування вибухового пристрою.